# Нововодянский сельский совет (Кременский район)
Нововодянский сельский совет (укр. Нововодянська сільська рада) — входит в состав
Кременского района
Луганской области
Украины.

## Населённые пункты совета
- с. Нововодяное

## Адрес сельсовета
92912, Луганська обл., Кремінський р-н, с. Нововодяне, вул. Центральна, 54; тел. 9-87-32  (укр.)